# Tom Poti
Thomas Emilio „Tom“ Poti (* 22. März 1977 in Worcester, Massachusetts) ist ein ehemaliger US-amerikanischer Eishockeyspieler, der während seiner aktiven Karriere zwischen 1996 und 2013 unter anderem 875 Spiele für die Edmonton Oilers, New York Rangers, New York Islanders und Washington Capitals in der National Hockey League auf der Position des Verteidigers bestritten hat. Seinen größten sportlichen Erfolg feierte Poti mit dem Gewinn der Silbermedaille bei den Olympischen Winterspielen 2002 in Salt Lake City.

## Karriere

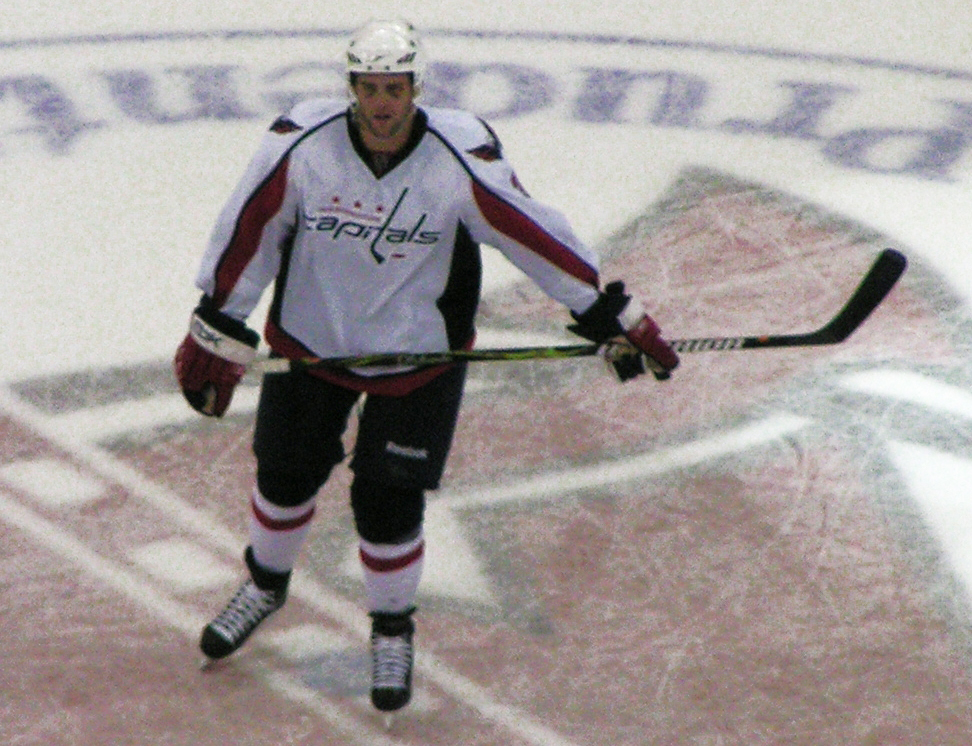
Poti im Trikot der Washington Capitals

Poti spielte während seiner Juniorenzeit für die Boston University in der National Collegiate Athletic Association. Beim NHL Entry Draft 1996 sicherten sich die Edmonton Oilers die Rechte an ihm, als sie ihn in der dritten Runde als 59. auswählten. 
Mit Beginn der Saison 1998/99 spielte der Abwehrspieler für die Oilers, wo er auf Anhieb einen Stammplatz erhielt. Am Saisonende wurde er ins NHL All-Rookie Team gewählt. Gegen Ende der Saison 2001/02 musste Poti das Team aus Edmonton jedoch verlassen. Die Oilers verpflichteten Mike York von den New York Rangers, die im Gegenzug Poti und Rem Murray erhielten. In Diensten der Rangers hatte der Verteidiger ein erfolgreiches erstes Jahr, in dem er einen Karrierebestwert von 48 Scorerpunkten aufstellte. Zur Saison 2006/07 wechselte er als Free Agent zum Lokalrivalen, den New York Islanders, wo er aber nur eine Saison spielte.
Im Sommer 2007 unterschrieb er einen Vertrag bei den Washington Capitals, denen er bis zum Sommer 2013 treu blieb. Anhaltende Verletzungen führten zwischen 2010 und 2013 aber dazu, dass Poti lediglich 37 Spiele in dem Zeitraum über drei Jahre bestritt. Am 1. Mai 2014 verkündete er schließlich im Alter von 37 Jahren das offizielle Ende seiner Karriere, nachdem er seit Sommer 2013 keinen neuen Arbeitgeber gefunden hatte.

### International
Für sein Heimatland spielte Poti im Juniorenbereich bei den Junioren-Weltmeisterschaften 1996 und 1997. Dabei gewann er 1997 die Silbermedaille. Für die Herrenauswahl der US-Boys stand der Verteidiger bei den Olympischen Winterspielen 2002 in Salt Lake City auf dem Eis. Dort errang er mit dem Team nach einer Finalniederlage gegen Kanada ebenfalls die Silbermedaille.

## Erfolge und Auszeichnungen
| - 1997 Lamoriello-Trophy-Gewinn mit der Boston University - 1997 NCAA Championship All-Tournament Team - 1998 Hockey East First All-Star Team | - 1998 NCAA East First All-American Team - 1999 NHL All-Rookie Team - 2003 Teilnahme am NHL All-Star Game |

### International
- 1997 Silbermedaille bei der Junioren-Weltmeisterschaft
- 2002 Silbermedaille bei den Olympischen Winterspielen

## Karrierestatistik

### International
Vertrat die USA bei:
- Junioren-Weltmeisterschaft 1996
- Junioren-Weltmeisterschaft 1997
- Olympischen Winterspielen 2002

(Legende zur Spielerstatistik: Sp oder GP = absolvierte Spiele; T oder G = erzielte Tore; V oder A = erzielte Assists; Pkt oder Pts = erzielte Scorerpunkte; SM oder PIM = erhaltene Strafminuten; +/− = Plus/Minus-Bilanz; PP = erzielte Überzahltore; SH = erzielte Unterzahltore; GW = erzielte Siegtore; 1 Play-downs/Relegation; Kursiv: Statistik nicht vollständig)